# Habitat 67 (stående våg)

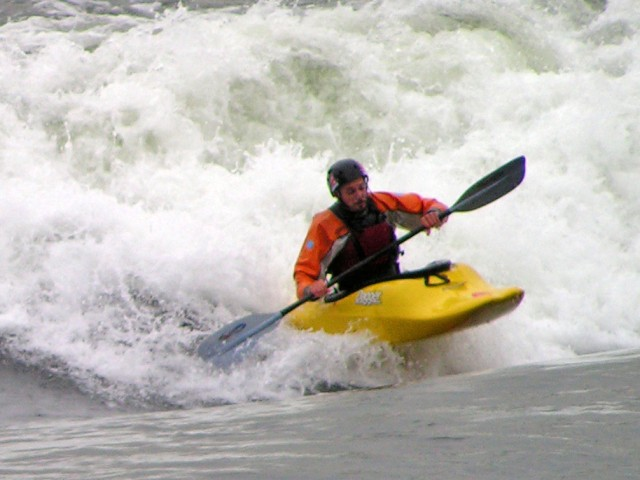
Playboater som surfar på Habitat 67

Habitat 67 är en stående våg i Montréal i Québec, Kanada. Corran Addison, en olympisk kajakpaddlare och trefaldig världsmästare i kajak-VM i freestyle var den förste att surfa på vågen 2002.